# جامع الملك فهد (مظفر أباد)
جامع خادم الحرمين الشريفين الملك فهد بن عبد العزيز آل سعود في مدينة مظفر أباد، هو هدية مقدمة من المملكة العربية السعودية إلى جمهورية باكستان الإسلامية، وذلك إثر الزلزال المدمر الذي أصاب مناطق باكستانية في 8 أكتوبر 2005.

## الوصف
يتسع الجامع لأكثر من ستة آلاف مصل، ويحتوي على ساحات واسعة وتصاميم مستوحاة من المسجد الحرام والمسجد النبوي.